# ノダケ
ノダケ（野竹、学名：Angelica decursiva）はセリ科シシウド属の多年草。

## 特徴
根は太く束状になる。茎は暗紫色を帯び、直立し、上部はわずかに分枝して、高さは80-150cmになる。葉は互生し、柄があり、ふつう3出羽状複葉または羽状複葉になり、小葉や裂片は長卵形、楕円形、長楕円形で、縁には軟骨質で硬い鋸歯があり、葉の裏側は白色を帯びる。頂小葉の基部は葉柄に流れて翼になり、葉柄の下部は袋状にふくらむ。
花期は9-11月。茎頂か、分枝した先端に暗赤色の複散形花序をつける。花は5弁花で、花弁は暗紫色まれに白色で、萼歯片はない。雄蕊は5本。果実は長さ4-6mmの平たい広楕円形になる。分果の背隆条は脈状、側隆条は広い翼状になり、油管は表面側の各背溝下に1-4個、分果が接しあう合生面に4-6個ある。果実にはカレー粉に似た香りがある。

## 分布と生育環境
日本では、本州、四国、九州に分布し、山野に生育する。世界では朝鮮、ウスリー、中国、インドシナに分布する。なお、多くの図鑑などでは、分布は「本州（関東地方以西）」とあるが、東北地方（青森県深浦町、岩手県以南）でも分布が確認されている。

## 利用
根を薄く切って日干しにしたものを前胡といい生薬として用いられる。

## シノニム
- Porphyroscias decursiva Miq.
- Peucedanum decursivum (Miq.) Maxim.

## 下位分類
- シロバナノダケ Angelica decursiva (Miq.) Franch. et Sav. f. albiflora (Maxim.) Nakai
- ホソバノダケ Angelica decursiva (Miq.) Franch. et Sav. f. angustiloba (Makino) Hatus. et Nakash.
- ウスイロノダケ Angelica decursiva (Miq.) Franch. et Sav. f. discolor (Makino) Hatus. et Nakash.

## ギャラリー
- 花序
- 茎の下部の葉
- カレー粉のような香りがする果実